# Holbeck Woodhouse
Holbeck Woodhouse – osada w Anglii, w hrabstwie Nottinghamshire, w dystrykcie Bassetlaw. Leży 34 km na północ od miasta Nottingham i 207 km na północ od Londynu.